# Connigis
Connigis település Franciaországban, Aisne megyében. Lakosainak száma 318 fő (2022. január 1.). Connigis Crézancy, Monthurel, Reuilly-Sauvigny és Saint-Eugène községekkel határos.

## Népesség
A település népességének változása:
| Lakosok száma | 228  | 216  | 256  | 306  | 317  | 324  | 332  | 343  | 342  | 318  |
|               | 1968 | 1982 | 1990 | 2006 | 2013 | 2015 | 2017 | 2019 | 2020 | 2022 |